# بيتر تولان
بيتر تولان (بالإنجليزية: Peter Tolan)‏ هو كاتب وكاتب سيناريو ومخرج وممثل أمريكي، ولد في 5 يوليو 1958 في الولايات المتحدة. من الجوائز التي نالها جائزة إيمي.

## أعمال

### أفلام
- (1990) اليس
- (1999) حلل هذه[5]
- (2000) مسحور[6]
- (2002) سرقة هارفارد
- (2005) خمن من[7]

### مسلسلات
- تحسين المنزل

## جوائز
- جائزة إيمي

## وصلات خارجية
- بيتر تولان على موقع IMDb (الإنجليزية)
- بيتر تولان على موقع ألو سيني (الفرنسية)
- بيتر تولان على موقع ميوزك برينز (الإنجليزية)
- بيتر تولان على موقع أول موفي (الإنجليزية)
- بيتر تولان على موقع بوكس أوفيس موجو (الإنجليزية)
- بيتر تولان على موقع قاعدة بيانات الأفلام السويدية (السويدية)
- بيتر تولان على موقع قاعدة بيانات الفيلم (الإنجليزية)
- بيتر تولان على موقع كينوبويسك (الروسية)